# Walkerville (Montana)
Walkerville è una città degli Stati Uniti d'America situata nel Montana, nella Contea di Silver Bow. Si tratta di un sobborgo di Butte.